# Крикливая питта
Крикливая питта (лат. Pitta versicolor) — вид птиц из семейства питтовых. Выделяют три подвида. Обитают в Австралии и Новой Гвинеи. Будучи наземными птицами, питты ночуют всё же на деревьях. Это типичные птицы вечнозелёного тропического леса.

## Описание
Крикливая питта имеет длину от 19 до 21 см. Самцы весят 70–112 г, а самки — 70–128 г. Голова и затылок каштановой окраски. Крылья зелёные с бирюзовым передним краем, задняя часть также зелёного цвета. Горло, грудь и брюхо лимонно-жёлтого цвета. Хвост чёрный, подхвостовая часть имеет оранжево-красный цвет.
Молодые особи имеют тусклую окраску с оливково-зелёными крыльями, с серой грудкой, горлом и подбородком.

## Распространение
Крикливая питта встречается в лесах на восточном побережье Австралии. Её гнездовой ареал простирается от островов Торресова пролива и северной части полуострова Кейп-Йорк на юг до границы Нового Южного Уэльса. Данный вид обитает в основном в тропических лесах, но также иногда встречается в более сухих лесах и кустарниках. За пределами Австралии их можно найти в южной части Новой Гвинеи, где крикливая питта, вероятно, не регистрируется и является зимним мигрантом. Было также высказано мнение, что размножаются этот вид и в южной части Новой Гвинеи. 

## Поведение
Крикливые питты чаще всего поют утром, второй пик — около полудня. Днём количество пения снижается, а в сумерках снова повышается. Данная птица поёт и ночью. Сезонное пение чаще всего в период размножения, с марта по август почти не поют. 

## Питание
Крикливая питта — это птица, обитающая в лесной подстилке, где она роется в опавших листьях в поисках насекомых, мокриц, улиток и других беспозвоночных, которыми она питается. Крикливая питта качает головой вверх и вниз и машет хвостом из стороны в сторону, пока добывает корм. В её рацион входят и фрукты, а раковины улиток вскрываются на камне или другой твёрдой поверхности. Также ловят и бьют о твёрдые поверхности маленьких ящериц перед тем, как проглотить. 

## Сезон размножения
Как и другие питты, этот вид гнездится в укромном месте на земле. Пик сезона размножения приходится на конец весны и начало лета, хотя время зависит от местоположения. В южной части ареала (север Нового Южного Уэльса и южный Квинсленд) яйца откладываются в период с июля по февраль с пиком в ноябре, тогда как вокруг мыса Йорк сезон более плотный с ноября по февраль с пиком в январе.

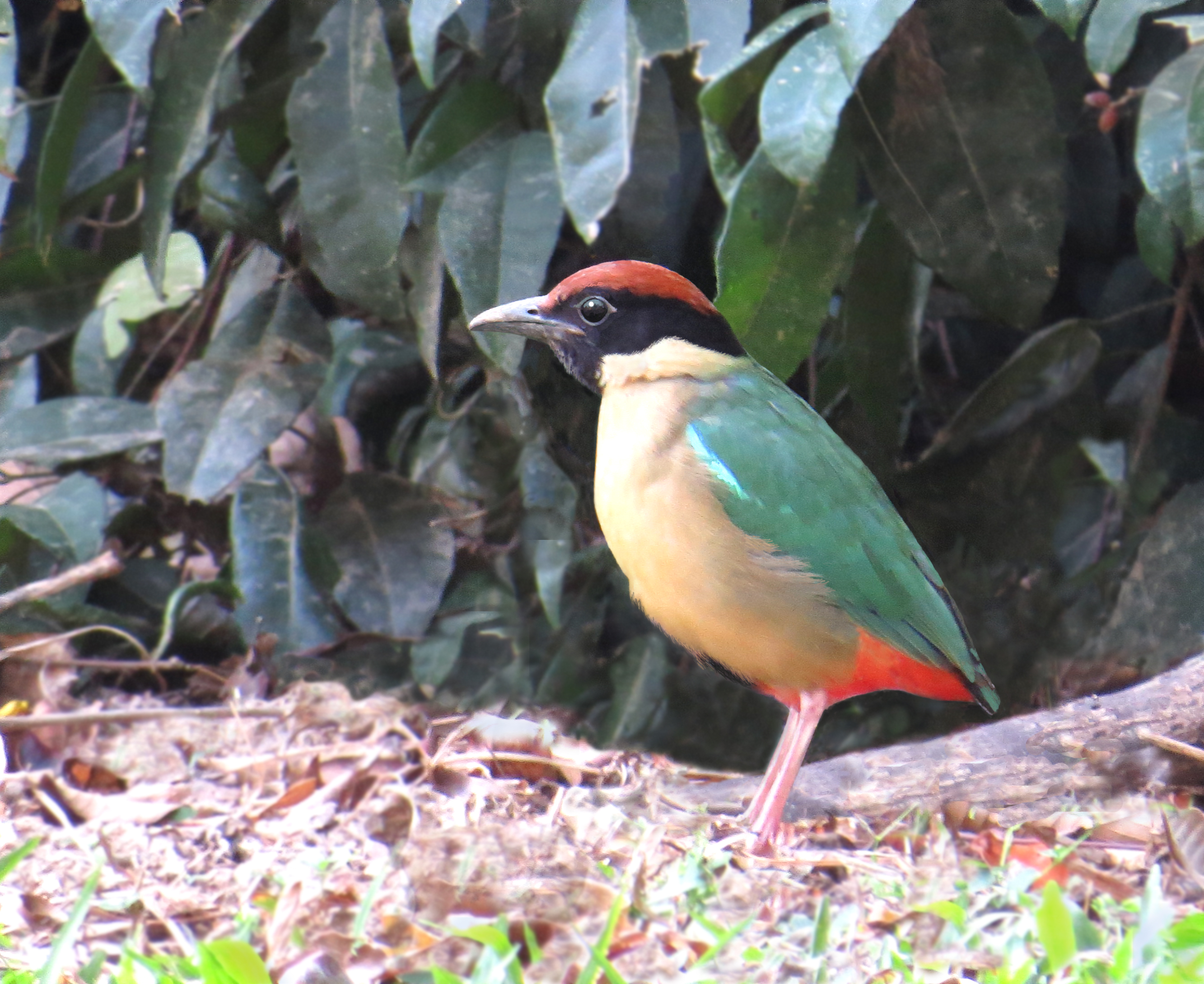
Крикливая питта в Джульаттене, Квинсленд, Австралия

На островах Торресова пролива сезон размножения длится с января по апрель. Эти различия могут быть результатом различий в количестве осадков в пределах ареала этого вида. 
Такой подход к размножению гарантирует, что птенцам будет доступно максимальное количество пищи, когда они станут независимыми, а также может помочь птицам, гнездящимся на земле, избежать потери кладок из-за затопления. 

### Гнездо
Гнездо имеет куполообразную форму размером 30 на 30 на 20 см. Гнездо обычно строят на земле у подножия большого камня, пня с корнями, иногда на дереве на высоте до 2,7 м над землёй.
Гнездо состоит из веток и прутьев, корней, растительных волокон, мха, полос коры и перьев. Внутренняя часть выстлана травой и другим мелким растительным материалом. Во время укрепления в период инкубации в гнездо часто вносят новый материал для подкладки. Иногда ко входу в гнёзда пристраивают пандус, сделанный из палочек, а помёт животных часто помещают у входа и внутри гнезда. Оба родителя вьют гнездо, однако сообщается, что в неволе это делают только самцы.
Размер кладки обычно составляет от двух до пяти яиц. У пар в Кейп-Йорке средняя кладка составляет около 3 яиц, в то время как 4 яйца чаще встречаются в южной части их ареала. Яйца в среднем имеют размер 32 мм × 25 мм. Яйца белые или бело-голубые с пурпурно-коричневыми пятнами и серо-синими пятнами под ними. 
Оба родителя высиживают яйца. В неволе инкубационный период составляет 14 дней. В дикой природе инкубационный период длится 17 дней с момента кладки последнего яйца. Оба родителя кормят птенцов, хотя по мере приближения птенцов к оперению самец приносит больше еды.  Сообщается, что в неволе птенцы становятся независимыми от своих родителей через 32 дня. 